# Peites
Peites (llamada oficialmente San Martiño de Peites) es una parroquia y una aldea española del municipio de Ribas del Sil, en la provincia de Lugo, Galicia.

## Geografía
Se encuentra en el margen izquierdo del río Sil, con el que limita por el este. Limita con las parroquias de Sotordey y Piñeira al norte, Villaster y Montefurado (Quiroga) al este, Navea (Puebla de Trives) al sur, y Cabanas (Río) al oeste.

## Organización territorial
La parroquia está formada por dos entidades de población:
- Casares (Os Casares)
- Peites

## Demografía

### Parroquia
| Gráfica de evolución demográfica de Peites (parroquia) entre 2000 y 2020 |
|                                                                          |
| Datos según el nomenclátor publicado por el INE.                         |

### Aldea
| Gráfica de evolución demográfica de Peites (aldea) entre 2000 y 2020 |
|                                                                      |
| Datos según el nomenclátor publicado por el INE.                     |